# Danhatchia australis
Die Orchidee Danhatchia australis ist die einzige Art aus der Gattung Danhatchia. Die kleinen, mykoheterotrophen Pflanzen stammen aus Neuseeland und Australien.

## Beschreibung
Danhatchia australis besitzt ein unterirdisch kriechendes, verzweigtes Rhizom mit 3 bis 5 mm Durchmesser. Das Rhizom ist grau-rosa gefärbt, Wurzeln fehlen, in unregelmäßigen Abständen gibt es jedoch Büschel von langen Haaren. Am Rhizom lassen sich verkümmerte Niederblätter feststellen. Die oberirdischen Sprosse werden etwa 20 cm hoch. Sie sind hell rosa, hellbraun oder grau und mit einem bis sieben (selten bis 15) röhrenförmigen Niederblättern besetzt, die den Spross umhüllen. Die Niederblätter sind 10 bis 15 mm lang, heller als der Spross und von zahlreichen Blattadern durchzogen. Laubblätter sind nicht vorhanden, in den Niederblättern lassen sich noch gelegentlich Chloroplasten nachweisen.
Der endständige Blütenstand ist meist unverzweigt, im Gegensatz zur Sprossachse sind Blütenstandsachse, Tragblätter, Fruchtknoten und die Außenseiten der Sepalen behaart. Blütezeit ist von Dezember bis Februar, Früchte werden von Dezember bis April gefunden. Der Blütenstand trägt ein bis fünf, selten bis zu zehn Blüten. Die Farbe der Blüten ist ein bräunliches oder rosa grau, die Spitzen der Blütenblätter sind weiß. Die Blüten verströmen einen schwachen modrigen Geruch. Der Fruchtknoten ist verdreht, die Blüten sind dadurch resupiniert. Die Blütenblätter öffnen sich kaum. Die drei äußeren Blütenblätter sind einander fast gleich, sie sind nicht miteinander verwachsen. Die seitlichen inneren Blütenblätter (Petalen) sind schmaler und haften mit dem Rand am oberen Sepal. Die Lippe ist nicht gelappt, sie ist schüsselförmig gebogen und besitzt am Grund einige borstige Anhängsel. Die leicht gebogene, keulenförmige Säule ist an ihrer Basis ein Stück weit mit der Lippe verwachsen. Die Narbe ist ungeteilt und halbkreisförmig. Das Staubblatt ist breit oval mit einer kurzen aufgesetzten Spitze, es enthält zwei Pollinien, die über je ein Stielchen mit der gemeinsamen, rundlichen Klebscheibe (Viscidium) verbunden sind. Das Trenngewebe zwischen Narbe und Staubblatt (Rostellum) ist kurz zweigezähnt. Die Kapselfrucht steht aufrecht, der Blütenstiel verlängert sich zur Fruchtreife nicht.
Die Chromosomenzahl beträgt 2n=22.

## Verbreitung
Danhatchia australis ist von der Nord- und Südinsel Neuseelands sowie aus dem australischen Bundesstaat New South Wales bekannt. Auf der Nordinsel Neuseelands kommt die Art im nördlichen Teil vor, meist nördlich von Waiuku, seltener südlich bis zum Mount Pirongia. Die Inseln Te Hauturu-o-Toi / Little Barrier Island, Great Barrier Island und Mokohinau Islands werden ebenfalls besiedelt. Auf der Südinsel ist das Vorkommen auf ein kleines Areal im Bereich der Taihoku-Seen beschränkt. In Australien sind nur wenige Fundorte im Regenwald von New South Wales bekannt. Auf Neuseeland wachsen die Pflanzen in Wäldern mit Beilschmiedia, Agathis und der Nikau-Palme (Rhopalostylis sapida).

## Ökologie
Als mykoheterotrophe Pflanze ist Danhatchia australis auf Nährstoffzufuhr durch einen Pilz angewiesen. Als Pilz kommt die Art Lycoperdon perlatum in Frage, die in Kontakt mit den Wurzeln von Beilschmiedia tarairi wächst. Auf Mokohinau wurden die Rhizome von Danhatchia australis zwischen den Wurzeln von Pseudopanax lessonii gefunden.
Die kaum geöffneten Blüten von Danhatchia australis weisen auf Kleistogamie hin. Die Pollinien können bis auf die Narbe hervorragen und so für Autogamie sorgen. Ob bei den gelegentlich vorkommenden geöffneten Blüten eine Insektenbestäubung stattfindet, ist unklar.

## Botanische Geschichte
Die Art wurde erstmals 1963 von Edwin Daniel Hatch als Yoania australis in  Transactions of the Royal Society of New Zealand, Botany Band 2, Seite 185 beschrieben. Der Erstbeschreibung lag ein am 28. Januar 1955 von E. Kulka am Waipoua-Fluss gesammeltes Exemplar zugrunde. Leslie Andrew Garay und Eric Alston Christenson stellten 1995 eine eigene Gattung Danhatchia in Orchadian Band 11, Teil 10, Seite 469 für diese Art auf, die sie zu Ehren von „Dan“ Hatch, eigentlich Edwin Daniel Hatch (1919 – 2008), einem neuseeländischen Botaniker benannten. Nächst verwandt mit Danhatchia ist die aus Neukaledonien stammende Gonatostylis. Auch einige recht ähnliche Goodyera-Arten sind bekannt.